# امیر سعیود
امیر سعیود (عربی: أمير سعيود؛ زادهٔ ۳۰ سپتامبر ۱۹۹۰) بازیکن فوتبال اهل الجزایر است.
از باشگاه‌هایی که در آن بازی کرده‌است می‌توان به باشگاه فوتبال شباب بلوزداد، باشگاه فوتبال شباب الاهلی، باشگاه فوتبال صفاقسی، باشگاه ورزشی العربی کویت، باشگاه فوتبال اتحاد الجزایر، باشگاه فوتبال مولودیه الجزایر، باشگاه ورزشی الاهلی، و باشگاه ورزشی اسماعیلی اشاره کرد.
وی همچنین در تیم‌های ملی فوتبال زیر ۲۳ سال الجزایر و الجزایر بازی کرده‌است.